# Marcelo Campos (desenhista)
Marcelo Campos (Três Lagoas) é um desenhista e roteirista de histórias em quadrinhos. Começou a desenhar profissionalmente em 1985, trabalhando também com filmes de animação. Desenhou histórias para as revistas em quadrinhos da Xuxa, Faustão, Sérgio Mallandro, He-Man e Bravestarr, para as editoras Abril e Globo.
Desenhou também inúmeros super-heróis para o mercado estadunidense: The Adventures of the Galaxy Rangers, ThunderCats, The Centurions, Sectaurs, Lanterna Verde, Guy Gardner (DC Comics); Homem de Ferro (Marvel), entre outros. É o criador do personagem Quebra-Queixo, com o qual ganhou os prêmios Angelo Agostini e HQ Mix. É co-fundador e professor de desenho da escola Quanta Academia de Artes.
Em 2009, produziu com Renato Guedes uma história do Astronauta para o álbum Mauricio de Sousa por 50 artistas, publicado pela Panini Comics.